# Малоалександровка (Акмолинская область)
Малоалекса́ндровка (каз. Малоалександровка) — село в Аккольском районе Акмолинской области Казахстана. Входит в состав Урюпинского сельского округа. Код КАТО — 113255700.

## География
Село расположено возле озера Косыкколь, в западной части района, на расстоянии примерно 47 километров (по прямой) к западу от административного центра района — города Акколь, в 11 километрах к северо-западу от административного центра сельского округа — села Урюпинка.
Абсолютная высота — 345 метров над уровнем моря
Ближайшие населённые пункты: село Акимовка — на западе, село Урюпинка — на юго-востоке.
Через село проходит автодорога областного значения — КС-8 «Новый Колутон — Акколь — Азат — Минское».

## Население
В 1989 году население села составляло 389 человек (из них русские — 37 %, немцы — 27 %).
В 1999 году население села составляло 481 человек (321 мужчина и 160 женщин). По данным переписи 2009 года, в селе проживало 245 человек (131 мужчина и 114 женщин).
| Численность населения | Численность населения | Численность населения |
| 1989                  | 1999                  | 2009                  |
| --------------------- | --------------------- | --------------------- |
| 389                   | ↗481                  | ↘245                  |

## Улицы[5]
- ул. им. Абая Кунанбаева
- ул. им. Сакена Сейфуллина
- ул. им. Ыбырая Алтынсарина